# Колобжегски окръг
Колобжегски окръг (на полски: Powiat kołobrzeski) е окръг в Западнопоморско войводство, Северозападна Полша. Заема площ от 724,66 км2. Административен център е град Колобжег.

## География
Окръгът се намира в историческия регион Померания. Разположен е в северната част на войводството.

## Население
Населението на окръга възлиза на 79 530 души (2012 г.). Гъстотата е 110 души/км2.

## Административно деление
Административно окръгът е разделен на 7 общини.
Градска община:
- Колобжег

Градско-селска община:
- Община Гошчино

Селски общини:
- Община Дигово
- Община Колобжег
- Община Риман
- Община Шемишъл
- Община Устроне Морске

## Фотогалерия
- Колобжег
- Дигово
- Гошчино
- Устроне Морске